# カナディアン・タイヤ・センター
カナディアン・タイヤ・センター（英語：Canadian Tire Centre、フランス語: Centre Canadian Tire）はカナダ・オンタリオ州オタワにある屋内競技場。
こけら落としは1996年1月で、それまでのNHLオタワ・セネターズの本拠地だったオタワ・シビック・センターから同地に移転した。開場直後にはコーレル・センター、スコシアバンク・プレイス名義で使用されたが、現在はカナディアン・タイヤが命名権を取得している。
2005年にオタワスポーツ殿堂が開設された。2011年にオタワ市庁舎に移転するまで存在していた。
2012年にはNHLオールスターゲームとジュノー賞授賞式が開催された。